# 미국 기독교철학회
미국 기독교철학회 (Society of Christian Philosophers, SCP)는 1978년에 기독교 철학자들에 의해 설립된 철학회이다. 과거 회장으로는 윌리엄 올스턴, 로버트 메리후 아담스, 앨빈 플랜팅가, 마릴린 맥 코드 아담스, 조지 I. 마브로데스, 피터 반 인화겐, 니컬러스 월터스토프,  엘론오레 스텀프, 스티븐 에반스, 로버트 아우디였다. 현재 회장으로는 노트르담 대학교의 마이클 C. 레아이다. 사무총장은 캘빈 칼리지의 크리스찬 반 다이크이며 재정위원장은 캘빈 칼리지의 데이빗 빌링스이다.  학회지로는 믿음과 철학(Faith and Philosophy)이 발행되고 있다.
협력하는 철학회로는  미국 가톨릭철학회, 미국 철학회, 캐나다철학회, 그리고 세계철학회이다.

## 같이 보기
- 한국기독교철학회